# 스티브 밸런타인
스티브 밸런타인(Steve Valentine, 1966년 10월 26일~)은 영국 스코틀랜드의 배우이다. NBC에서 방영된 텔레비전 프로그램 크로싱 조던의 나이절 타운센드 역과 플레이스테이션 3 전용 게임 언차티드 2: 황금도와 사라진 함대의 해리 플린 역, 디즈니 XD에서 방영된 아임 인 더 밴드의 데릭 주피터 역으로 알려져있으며, 전문 마술사로 활동하고 있기도 하다.

## 출연 작품
- 미드나잇 맨 (2016)
- 하늘을 걷는 남자 (2015)
- 천재강아지 미스터 피바디 (2014)
- 틴 비치 무비 시즌1 (2013)
- 아발론 하이 (2010)
- 크리스마스 캐롤 (2009)
- 리멤버링 필 (2008)
- 팅커벨 (2008)
- 스파이더맨 3 (2007)
- 하우스 M.D. (2004)
- 더 로드 (2003)
- 크로싱 조단 시즌1 (2001)
- 가브리엘라 (2001)
- 패닉 (2000)
- 뮤즈(영어판) (1999)
- 콘돔 전쟁 (1997)
- 더 리투얼 (1996)
- 산타클로스 (1996)
- 화성 침공 (1996)